# Villa Strohl Fern

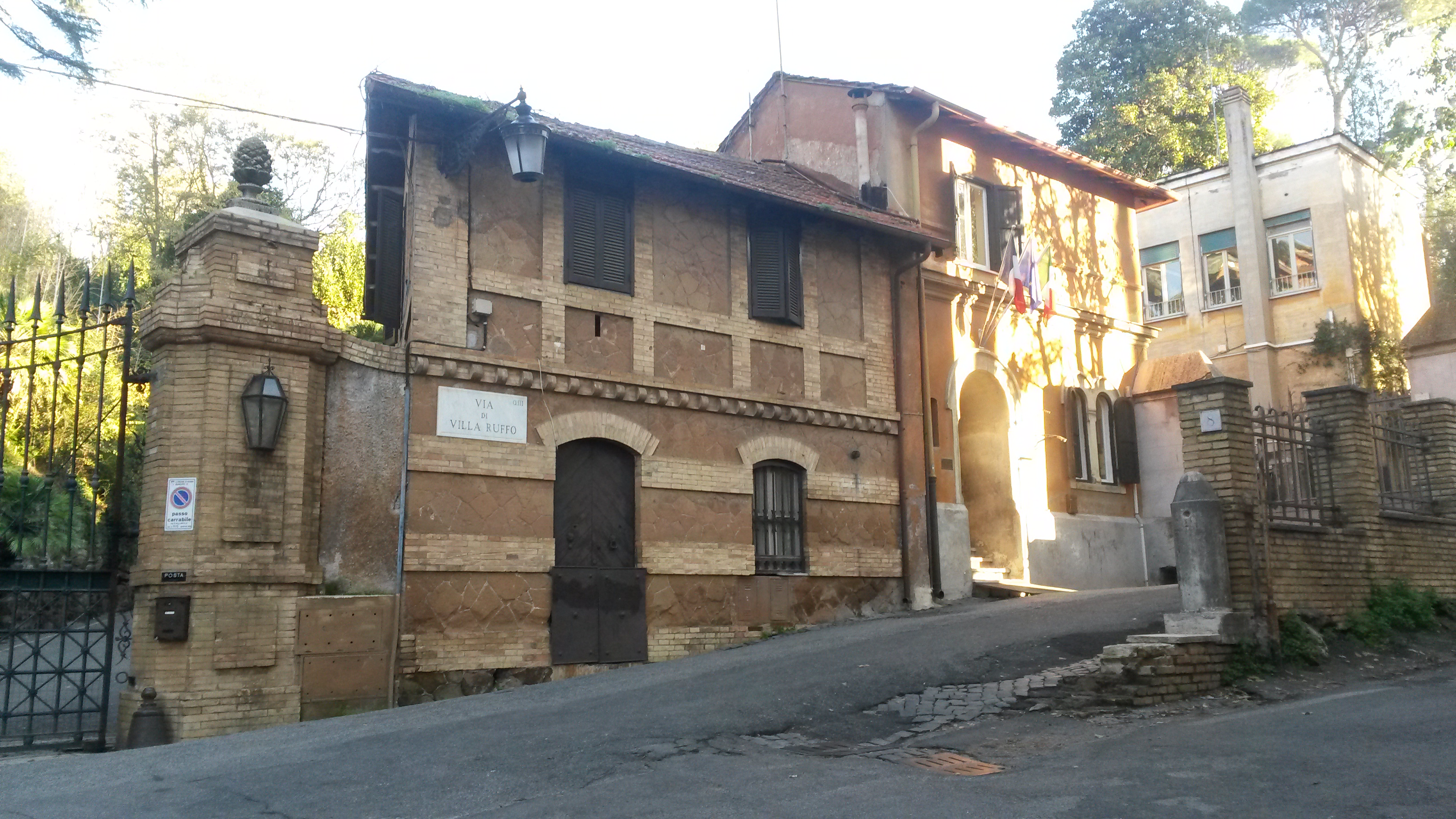

De Villa Strohl Fern of Villa Strohl-Fern is een gebouwencomplex in de stad Rome. Het staat in het park van de Villa Borghese in de wijk Pinciano. De Elzasser edelman  Alfred Wilhelm Strohl (1847-1927) was vanwege de Duitse bezetting van zijn vaderland in 1870 naar het buitenland gevlucht. In 1879 liet hij op een door hem gekocht terrein het hoofdgebouw van de Villa Strohl bouwen in de stijl van de neogotiek. Aan de naam van het gebouw voegde hij het Duitse woord fern, ver weg, toe om te benadrukken dat de bouwheer in ballingschap leefde.
Bij het hoofdgebouw liet hij diverse kleine bijgebouwen neerzetten, die later vele kunstenaars als studio of atelier dienden. De tuin werd op eigenzinnige wijze ingericht met tal van folly's en waterpartijen.
De villa is bekend, omdat in de late 19e en vroege 20e eeuw tal van kunstenaars in verschillende disciplines er verbleven en werk konden creëren.
In 1927 werd de villa door vererving eigendom van de regering van Frankrijk. In 1957 werd een exclusieve school voor lager en middelbaar onderwijs, het Lycée français Chateaubriand, erin ondergebracht.
De tuinen rond de villa zijn incidenteel voor publiek opengesteld. De gebouwen zelf zijn nagenoeg alleen toegankelijk voor leraren en (ouders van) leerlingen van de school.

## Lijst van kunstenaars, die in de Villa Strohl Fern hebben verbleven
- Arnold Böcklin
- John William Godward
- Carlo Levi
- Arturo Martini
- Ilja Repin
- Rainer Maria Rilke en zijn vrouw Clara Westhoff
- Michail Vroebel
- Thomas Cool
- Pier Pander

Daarnaast nog vele andere, voornamelijk in Italië bekende, beeldende kunstenaars, dichters en musici.